# Club de caballeros

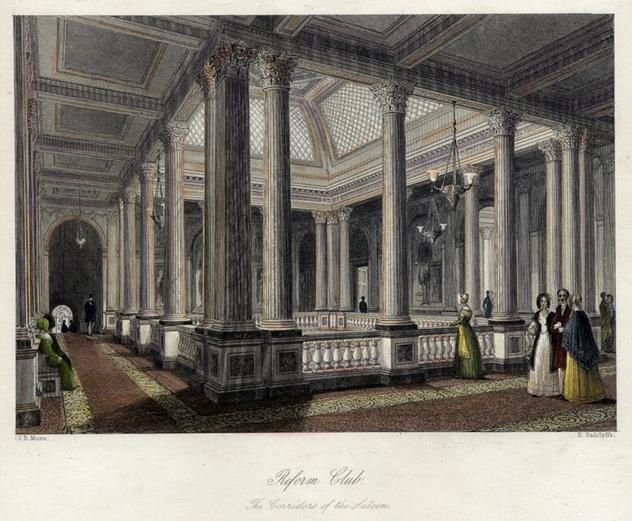
Planta superior del conocido Reform Club en 1841

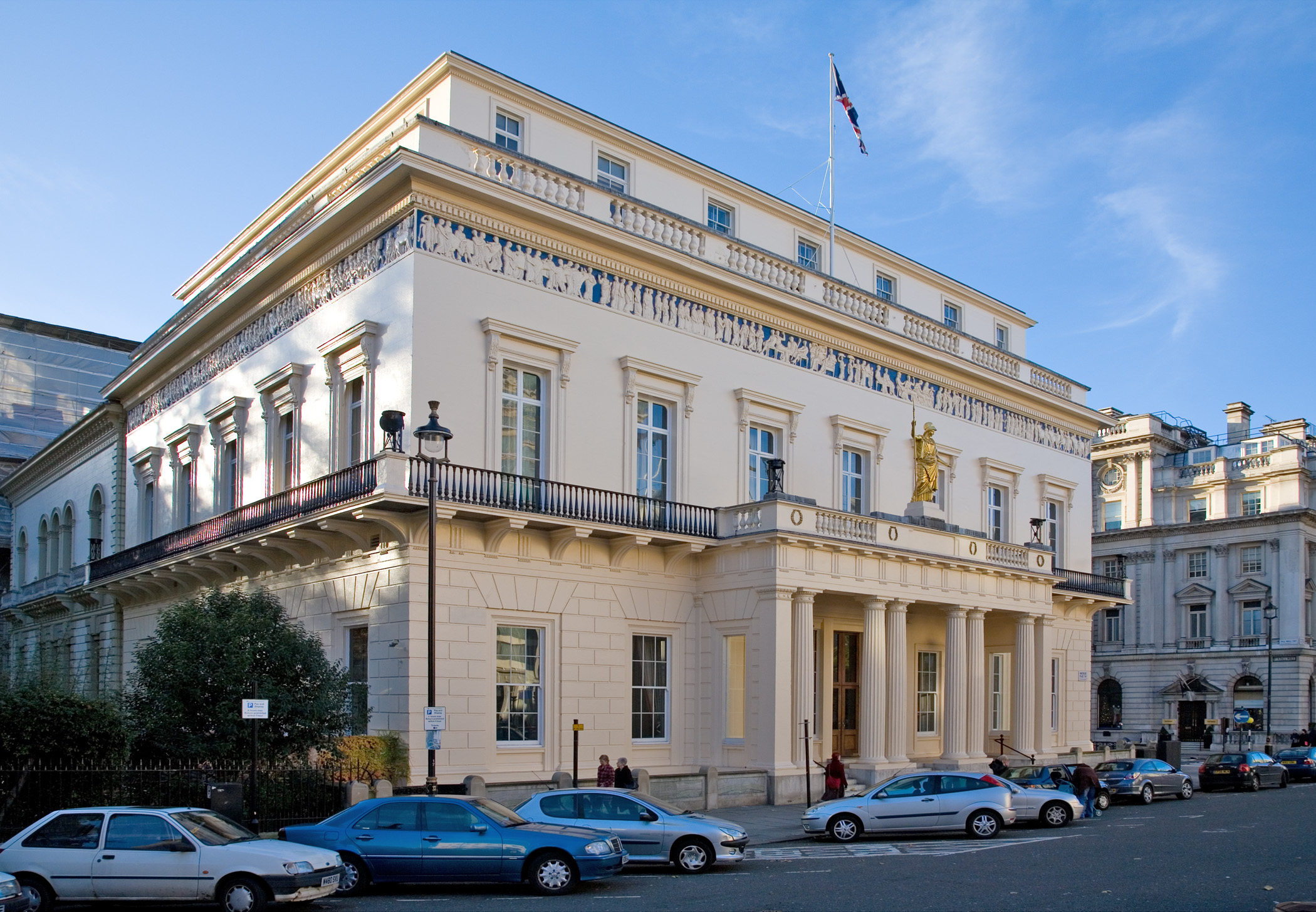
El Athenaeum Club en 2023

Un club de caballeros (del inglés: Gentlemen's club) es un tipo de club privado, abierto sólo a sus miembros, inicialmente de clase alta, que apareció en Gran Bretaña durante el siglo XVIII y se popularizó entre la clase media alta a finales del siglo XIX. En la actualidad, algunos de estos clubs tienen unas condiciones de admisión de socios mucho más relajadas en lo relativo al estatus social y al género, ya que aceptan también a mujeres.
En Estados Unidos la expresión gentlemen's club se utiliza con frecuencia como eufemismo para referirse a un club de estriptis, especialmente si es alto nivel.

## Historia
Los primeros clubes se establecieron durante el siglo XVIII en el West End  de Londres, en la zona de Pall Mall y el palacio de St. James, lo que le valió a esta área el sobrenombre de Clubland. El objetivo inicial de estos locales consistía en ofrecer a sus miembros, generalmente de las clases más altas de la sociedad, la posibilidad de jugar por dinero en un momento en el que esta actividad estaba prohibida en establecimientos abiertos al público en general. En esta área se asentaron varios gentlemen’s clubs de diversas naturalezas como el Travellers Club fundado en 1819, el Athenaeum en 1824, el Garrick Club en 1831 o el Reform Club en 1836, entre otros.
Durante el siglo XIX creció la popularidad de estos clubes, hasta el punto de que en el momento de máximo esplendor, llegaron a contarse unos cien en Londres. Mientras, los clubes se habían convertido en centros de reunión donde los socios compartían intereses y experiencias comunes, y principalmente en lugares donde se gestaba buena parte de la actividad política de la época.
De hecho, en parte el crecimiento del número de clubes se vincula con los cambios en el sistema de representación parlamentaria a consecuencia de las Reform Acts de 1832, 1867 y 1885, que incrementaron el número de votantes y el de circunscripciones, y con ellas la cantidad de representantes parlamentarios. Los clubes más directamente relacionados con la política facilitaban los encuentros y la actividad social de aquellos miembros del Parlamento que residían fuera, cuando se encontraban en Londres.
Pero los clubes de caballeros no se limitaban a la política. Se formaron otros muchos cuyos intereses giraban en torno a la literatura, los deportes, el arte, los viajes o determinados países, entre otros muchos temas. En otras ocasiones sus integrantes eran compañeros de armas en determinados cuerpos del ejército, o habían estudiado en las mismas universidades.
En su mayoría, los caballeros pertenecían a un solo club, aquel que consideraban más directamente vinculado con su profesión o identidad social, y que en cierto modo los definía, pero entre los aristócratas y los políticos era frecuente su pertenencia a varios de ellos.
Los socios consideraban su club como una «segunda casa» en el centro de Londres, donde podían relajarse, encontrarse con los amigos, participar en juegos de salón o comer, o incluso en algunos de ellos, pasar la noche. De este modo, hombres de clase alta y media alta, incluso con ingresos modestos, podían permitirse el lujo de pasar el tiempo en un entorno espléndido, ya que los clubes más opulentos habían sido construidos por los arquitectos que habían diseñado las mejores casas de campo de la época. Los hombres pasaban gran parte del día en su club y no era infrecuente que los jóvenes recién graduados viviesen durante dos o tres años en alguno de ellos al trasladarse a Londres, antes de que pudiesen alquilar una casa o apartamento.
A finales del siglo XIX también se establecieron algunos clubes exclusivamente femeninos, como el Ladies' Institute y el Ladies' Atheneum. En su momento fueron muy populares, pero tan solo uno, The University Women's Club ha sobrevivido hasta la actualidad como establecimiento limitado a un solo sexo.
Hasta la década de 1950, los clubes restringían la presencia en sus salones a las personas que no eran miembros. En su mayoría, sólo disponían de una sala en la que los socios pudiesen comer o reunirse con personas ajenas a la entidad; se consideraba que la actividad social debía limitarse al propio club.
Los requisitos clasistas se relajaron a lo largo de los siglos XIX y XX. A partir de la década de 1970 algunos clubes también hicieron concesiones en lo relativo al género y aceptaron a personas de otro sexo, ya fuera como invitados o como miembros, en parte para ayudar a mantener el número de socios.

### En español
- Ayguals de Izco, Wenceslao (1852). La maravilla del siglo, cartas a Maria Enriqueta o sea Una visita a París y Londres durante la famosa exhibición de la industria universal de 1851. Tomo II. Madrid: Imprenta de Ayguals de Izco Hnos. pp. 86-90. OCLC 564206580. Consultado el 8 de julio de 2011.

- Ochoa, Eugenio de (1861). París, Londres y Madrid. París: Baudry. pp. 313-315. OCLC 667861557. Consultado el 8 de julio de 2011.